# Йорж (рід)
Йорж (Gymnocephalus) — рід риб родини окуневих, відрізняється від інших тим, що в нього передній (колючий) та задній спинні плавці злиті в один, на голові наявні великі та помітні порожнини чутливих органів бічної лінії (діагностична ознака), зуби на щелепах щетинкоподібні. В роді відомі чотири види: йорж звичайний, йорж дунайський, йорж смугастий та носар (або бірючок).

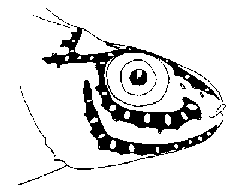
Розташування камер органів бічної лінії на голові риб роду йорж

Всі відомі на теперішній час (2005 рік) викопні рештки риб роду йорж походять з міжльодовикових відкладень на території Данії, Німеччини, Росії, Великої Британії та Польщі і належать до виду йорж звичайний. Згідно з палеонтологічними даними можна з великою імовірністю припустити, що первинно рід йорж з'явився в давньому басейні Дунаю як еволюційне відгалуження роду окунь, і звідти розповсюдився в різних напрямках по Європі. Серед видів даного роду йорж звичайний та йорж дунайський мають примітивніші анатомічні риси, ніж носар та йорж смугастий; при цьому після вивчення особливостей анатомії еволюційне походження йоржа дунайського від йоржа звичайного стало очевидним. Таким чином, базуючись на палеонтологічних знахідках та порівняльно-анатомічних дослідженнях, була сформульована наступна картина еволюції роду йорж, що зараз є загальноприйнятною: базовим видом роду є йорж звичайний, що виник як спеціалізоване відгалуження роду окунь; від йоржа звичайного, виникнувши внаслідок, насамперед, географічної ізоляції, походить вид йорж дунайський (історично давніший), а також більш молоді види йорж смугастий та носар.

## Види
- Носар, або бірючок (Gymnocephalus acerinus)
- Gymnocephalus ambriaelacus
- Йорж дунайський (Gymnocephalus baloni)
- Йорж звичайний (Gymnocephalus cernua)
- Йорж смугастий (Gymnocephalus schraetser)